# Campeonato da Rússia de Ciclismo em Pista
Os campeonatos da Rússia de ciclismo em pista são os campeonatos nacionais de ciclismo em pista da Rússia, organizados pela Federação russa. Sucedem indirectamente aos campeonato da União Soviética de Ciclismo em Pista.

## Palmarés

### Homens

#### Quilómetro
| Ano  | Vencedor           | Segundo             | Terceiro           |
| ---- | ------------------ | ------------------- | ------------------ |
| 2016 | Alexandr Vasiukhno | Aleksandr Dubchenko | Pavel Rostov       |
| 2019 | Alexandr Vasiukhno | Aleksandr Dubchenko | Alexander Sharapov |

#### Keirin
| Ano  | Vencedor            | Segundo            | Terceiro            |
| ---- | ------------------- | ------------------ | ------------------- |
| 2016 | Aleksandr Dubchenko | Nikita Shurshin    | Alexander Sharapov  |
| 2017 | Shane Perkins       | Evgeny Kalmykov    | Aleksandr Dubchenko |
| 2018 | Shane Perkins       | Nikita Shurshin    | Alexander Sharapov  |
| 2019 | Denis Dmitriev      | Pavel Yakushevskiy | Pavel Rostov        |

#### Velocidade individual
| Ano  | Vencedor           | Segundo             | Terceiro           |
| ---- | ------------------ | ------------------- | ------------------ |
| 2016 | Pavel Yakushevskiy | Kirill Samusenko    | Aleksei Tkachev    |
| 2017 | Pavel Yakushevskiy | Aleksandr Dubchenko | Shane Perkins      |
| 2018 | Denis Dmitriev     | Pavel Yakushevskiy  | Aleksej Semekha    |
| 2019 | Pavel Yakushevskiy | Pavel Rostov        | Alexander Sharapov |

#### Velocidade por equipas
| Ano  | Vencedor                                         | Segundo                                             | Terceiro                                            |
| ---- | ------------------------------------------------ | --------------------------------------------------- | --------------------------------------------------- |
| 2013 | Denis Shurshin Andrey Kubeev Nikita Shurshin     |                                                     |                                                     |
| 2017 | Alexander Sharapov Shane Perkins Nikita Shurshin | Pavel Yakushevskiy Kirill Samusenko Aleksei Tkachev | Sergey Tabolin Evgenii Bobrakov Alexandr Vasiukhno  |
| 2018 | Alexander Sharapov Shane Perkins Denis Dmitriev  | Daniil Komkov Alexey Nosov Aleksandr Dubchenko      | Pavel Yakushevskiy Kirill Samusenko Aleksei Tkachev |
| 2019 | Pavel Yakushevskiy Aleksei Tkachev Kirill Lii    | Denis Dmitriev Alexander Sharapov Shane Perkins     | Aleksander Dubchenko Alexey Nosov Daniil Komkov     |

#### Perseguição individual
| Ano  | Vencedor             | Segundo       | Terceiro          |
| ---- | -------------------- | ------------- | ----------------- |
| 2017 | Alexander Evtushenko | Sergey Shilov | Vladislav Kulikov |
| 2018 | Alexander Evtushenko | Ivan Smirnov  | Dmitriy Sokolov   |
| 2019 | Alexander Evtushenko | Ivan Smirnov  | Dmitriy Sokolov   |

#### Perseguição por equipas
| Ano  | Vencedor                                                       | Segundo                                                               | Terceiro                                                            |
| ---- | -------------------------------------------------------------- | --------------------------------------------------------------------- | ------------------------------------------------------------------- |
| 2011 | Evgeny Kovalev Ivan Kovalev Alexei Markov Alexander Serov      | Sergey Shilov Alexander Rybakov Valery Kaykov Artur Ershov            | Sergey Chernetskiy Roman Ivliev Pavel Karpenkov Maksim Kozyrev      |
| 2013 | Artur Ershov Evgeny Kovalev Ivan Savitskiy Alexander Serov     | Viktor Manakov Alexey Kurbatov Ivan Kovalev Alexander Grigoriev       | Arkimedes Arguelyes Sergey Shilov Dmitriy Sokolov Kirill Sveshnikov |
| 2017 | Mamyr Stash Dmitriy Sokolov Alexander Evtushenko Sergey Shilov | Gleb Syritsa Ivan Smirnov Lev Gonov Dmitry Mukhomediarov              | Evgeny Kovalev Alexey Kurbatov Vladislav Kulikov Kirill Bochkov     |
| 2018 | Gleb Syritsa Ivan Smirnov Lev Gonov Alexander Evtushenko       | Aleksandr Smirnov Dmitry Mukhomediarov Dmitriy Sokolov Sergey Shilov  | Sergey Malnev Arseny Nikiforov Savva Novikov Ivan Gerasimov         |
| 2019 | Nikita Bersenev Ivan Smirnov Lev Gonov Gleb Syritsa            | Sergey Malnev Kirill Sveshnikov Arseny Nikiforov Dmitry Mukhomediarov | Savva Novikov Dmitriy Sokolov Aleksandr Smirnov Aleksandr Barsov    |

#### Corrida por pontos
| Ano  | Vencedor       | Segundo              | Terceiro        |
| ---- | -------------- | -------------------- | --------------- |
| 2017 | Mamyr Stash    | Alexander Evtushenko | Sergey Shilov   |
| 2019 | Evgeny Kovalev | Viktor Manakov       | Evgeny Tikhonin |

#### Perseguição à americana
| Ano  | Vencedor                          | Segundo                         | Terceiro                           |
| ---- | --------------------------------- | ------------------------------- | ---------------------------------- |
| 2016 | Maksim Piskunov Sergei Rostovtsev | Viktor Manakov Andrey Sazanov   | Denis Nekrasov Andrey Prostokishin |
| 2017 | Denis Nekrasov Maksim Piskunov    | Sergey Malnev Aleksandr Smirnov | Vladislav Kulikov Andrey Sazanov   |
| 2018 | Aleksandr Smirnov Ivan Smirnov    | Lev Gonov Gleb Syritsa          | Vladimir Ilchenko Viktor Manakov   |
| 2019 | Sergey Rostovtsev Andrey Sazanov  | Ivan Smirnov Gleb Syritsa       | Vladimir Ilchenko Viktor Manakov   |
| 2020 | Kirill Sveshnikov Lev Gonov       | Ivan Smirnov Gleb Syritsa       | Dmitriy Sokolov Aleksandr Smirnov  |

#### Scratch
| Ano  | Vencedor          | Segundo           | Terceiro        |
| ---- | ----------------- | ----------------- | --------------- |
| 2017 | Sergei Rostovtsev | Vladislav Kulikov | Alexey Kurbatov |
| 2019 | Andrey Sazanov    | Vladimir Ilchenko | Nikita Bersenev |

#### Omnium
| Ano  | Vencedor          | Segundo         | Terceiro             |
| ---- | ----------------- | --------------- | -------------------- |
| 2016 | Sergei Rostovtsev | Viktor Manakov  | Maksim Piskunov      |
| 2017 | Mamyr Stash       | Viktor Manakov  | Maksim Piskunov      |
| 2018 | Kirill Sveshnikov | Artur Ershov    | Dmitry Mukhomediarov |
| 2019 | Artur Ershov      | Maksim Piskunov | Ivan Gerasimov       |

### Mulheres

#### 500 metros
| Ano  | Vencedor           | Segundo            | Terceiro         |
| ---- | ------------------ | ------------------ | ---------------- |
| 2006 | Tamilia Abassova   | Anastasia Chulkova | Olga Streltsova  |
| 2007 | Olga Streltsova    | Irina Chernova     | Ekaterina Mazova |
| 2008 | Victoria Baranova  | Ekaterina Gnidenko | Irina Chernova   |
| 2009 | Victoria Baranova  |                    |                  |
| 2011 | Olga Streltsova    |                    |                  |
| 2013 | Anastasiia Voinova |                    |                  |
| 2016 | Daria Shmeleva     | Tatiana Kiseleva   | Natalia Antonova |
| 2019 | Natalia Antonova   | Ekaterina Rogovaya | Yana Tyshchenko  |

#### Keirin
| Ano  | Vencedor              | Segundo               | Terceiro              |
| ---- | --------------------- | --------------------- | --------------------- |
| 2006 | Oksana Grishina       | Tamilia Abassova      | Svetlana Grankovskaya |
| 2007 | Oksana Grishina       | Svetlana Grankovskaya | Ekatarina Merzlikina  |
| 2008 | Svetlana Grankovskaya | Olga Streltsova       | Yulia Kosheleva       |
| 2011 | Victoria Baranova     |                       |                       |
| 2013 | Elena Brezhniva       |                       |                       |
| 2016 | Tatiana Kiseleva      | Ekaterina Koroleva    | Olga Goncharova       |
| 2017 | Daria Shmeleva        | Anastasiya Sukhareva  | Tatiana Kiseleva      |
| 2018 | Daria Shmeleva        | Anastasia Voinova     | Natalia Antonova      |
| 2019 | Daria Shmeleva        | Anastasia Voinova     | Ekaterina Gnidenko    |

#### Velocidade individual
| Ano  | Vencedor              | Segundo            | Terceiro                |
| ---- | --------------------- | ------------------ | ----------------------- |
| 2006 | Tamilia Abassova      | Oksana Grishina    | Svetlana Grankovskaya   |
| 2007 | Svetlana Grankovskaya | Anastasia Chulkova | Oksana Grishina         |
| 2008 | Svetlana Grankovskaya | Ekaterina Gnidenko | Victoria Baranova       |
| 2010 | Victoria Baranova     |                    |                         |
| 2011 | Olga Streltsova       |                    |                         |
| 2013 | Anastasia Voinova     |                    |                         |
| 2016 | Tatiana Kiseleva      | Daria Shmeleva     | Kseniya Bogoyavlenskaya |
| 2017 | Daria Shmeleva        | Tatiana Kiseleva   | Anastasiya Sukhareva    |
| 2018 | Anastasia Voinova     | Daria Shmeleva     | Ekaterina Gnidenko      |
| 2019 | Anastasia Voinova     | Daria Shmeleva     | Ekaterina Gnidenko      |

#### Velocidade por equipas
| Ano  | Vencedor                          | Segundo                             | Terceiro                                     |
| ---- | --------------------------------- | ----------------------------------- | -------------------------------------------- |
| 2011 | Olga Streltsova Anastasia Voinova |                                     |                                              |
| 2013 | Olga Streltsova Elena Brezhniva   |                                     |                                              |
| 2017 | Ekaterina Rogovaya Daria Shmeleva | Natalia Antonova Tatiana Kiseleva   | Ekaterina Koroleva Olga Goncharova           |
| 2018 | Daria Shmeleva Anastasiia Voinova | Natalia Antonova Ekaterina Gnidenko | Kseniya Bogoyavlenskaya Anastasiya Sukhareva |
| 2019 | Daria Shmeleva Anastasia Voinova  | Natalia Antonova Ekaterina Gnidenko | Yana Tyshchenko Ksenia Andreeva              |

#### Perseguição individual
| Ano  | Vencedor              | Segundo              | Terceiro              |
| ---- | --------------------- | -------------------- | --------------------- |
| 1994 | Svetlana Samokhvalova |                      |                       |
| 1998 | Natalia Karimova      | Elena Tchalykh       | Svetlana Samokhvalova |
| 2007 | Olga Slyusareva       | Anastasia Chulkova   | Elena Tchalykh        |
| 2008 | Oxana Kozonchuk       | Anastasia Chulkova   | Victoria Kondel       |
| 2017 | Gulnaz Badykova       | Alexandra Goncharova | Anastasia Iakovenko   |
| 2018 | Natalia Studenikina   | Maria Novolodskaya   | Daria Malkova         |
| 2019 | Maria Novolodskaya    | Tamara Dronova       | Anastasia Chursina    |

#### Perseguição por equipas
| Ano  | Vencedor                                                                        | Segundo                                                                      | Terceiro                                                              |
| ---- | ------------------------------------------------------------------------------- | ---------------------------------------------------------------------------- | --------------------------------------------------------------------- |
| 2011 | Evgeniya Romanyuta Verena Absalymova Viktoriya Kondel                           |                                                                              |                                                                       |
| 2013 | Tamara Balabolina Alexandra Chekina Alexandra Goncharova Maria Mishina          |                                                                              |                                                                       |
| 2017 | Evgenia Augustinas Anastasiia Iakovenko Aleksandra Chekina Alexandra Goncharova | Daria Egorova Ksenia Tcymbaliuk Tamara Balabolina Gulnaz Badykova            | Maria Novolodskaya Daria Malkova Anastasia Lukashenko Karine Minasian |
| 2018 | Anastasia Iakovenko Gulnaz Badykova Alexandra Goncharova Evgeniya Augustinas    | Galina Streltsova Natalia Studenikina Anastasia Chulkova Diana Klimova       | Maria Novolodskaya Daria Malkova Maria Miliaeva Karine Minasian       |
| 2019 | Tamara Dronova Alexandra Goncharova Daria Malkova Maria Rostovtseva             | Taisia Churenkova Valeria Golayeva Anastasia Pecherskikh Anastasiya Kutsenko | Gyunel Mekhtieva Sofia Chirkova Galina Streltsova Anastasia Chulkova  |

#### Corrida por pontos
| Ano  | Vencedor              | Segundo                | Terceiro              |
| ---- | --------------------- | ---------------------- | --------------------- |
| 1994 | Svetlana Samokhvalova |                        |                       |
| 1998 | Olga Slyusareva       | Svetlana Ivakhonenkova | Svetlana Samokhvalova |
| 2007 | Olga Slyusareva       | Anastasia Chulkova     | Alena Prudnikova      |
| 2008 | Elena Tchalykh        | Evgeniya Romanyuta     | Anastasia Chulkova    |
| 2017 | Olga Zabelinskaya     | Alexandra Goncharova   | Ksenia Tsymbalyuk     |
| 2019 | Natalia Studenikina   | Anastasiia Chursina    | Diana Klimova         |

#### Perseguição à americana
| Ano  | Vencedor                         | Segundo                                | Terceiro                              |
| ---- | -------------------------------- | -------------------------------------- | ------------------------------------- |
| 2017 | Daria Malkova Maria Novolodskaya | Mariia Averina Galina Streltsova       | Aleksandra Chekina Anastasia Chulkova |
| 2018 | Gulnaz Badykova Diana Klimova    | Alexandra Goncharova Galina Streltsova | Daria Malkova Mariia Miliaevi         |
| 2019 | Tamara Dronova Diana Klimova     | Daria Malkova Maria Rostovtseva        | Mariia Averina Alexandra Goncharova   |

#### Scratch
| Ano  | Vencedor            | Segundo            | Terceiro             |
| ---- | ------------------- | ------------------ | -------------------- |
| 2008 | Evgeniya Romanyuta  | Anastasia Chulkova | Elena Tchalykh       |
| 2017 | Evgeniya Augustinas | Anastasia Chulkova | Aleksandra Chekina   |
| 2019 | Valeriya Zakharkina | Diana Klimova      | Alexandra Goncharova |

#### Omnium
| Ano  | Vencedor             | Segundo             | Terceiro             |
| ---- | -------------------- | ------------------- | -------------------- |
| 2011 | Evgenia Augustinas   | Anastasiya Chulkova | Alexandra Goncharova |
| 2013 | Evgenia Augustinas   | Tamara Balabolina   | Anastasiya Chulkova  |
| 2016 | Evgeniya Romanyuta   | Gulnaz Badykova     | Aleksandra Chekina   |
| 2017 | Alexandra Goncharova | Evgeniya Augustinas | Elizaveta Oshurkova  |
| 2018 | Gulnaz Badykova      | Evgeniya Augustinas | Diana Klimova        |
| 2019 | Maria Rostovtseva    | Anastasia Chulkova  | Diana Klimova        |